# Осначи (Козельщинский район)

Осначи (укр. Осначі) — село,
Пригаровский сельский совет,
Козельщинский район,
Полтавская область,
Украина.
Население по данным 1982 года составляло 10 человек.
Село ликвидировано в ? году.

## Географическое положение
Село Осначи находится на расстоянии в 2 км от сёл Булахи и Бутояровка.

## История
- Село образовано после 1945 года из хуторов Осначи[1] и Кушки[2]
- ? — село ликвидировано.

## Происхождение названия
Осначи - украинский, русский и казачий род, род казаков-украинцев, русинов Киевщины и христиан-степняков Поднепровья. Среди представителей приписные (служивые, реестровые) казаки Войска Запорожского и Российской империи